# Puente de la A-2 sobre el Ebro
El puente de la A-2 sobre el Ebro es un puente sobre el río Ebro en Zaragoza por el cual la A-2, autovía Madrid-Barcelona, cruza a la margen izquierda. Fue inaugurado el 1 de abril de 1978. Se sitúa al norte del Meandro de Ranillas y cruza hacia el ACTUR, donde la autopista se convierte en urbana, permitiendo el puente así conectar el distrito de Oliver-Valdefierro y la zona de polígonos industriales de la carretera de Logroño con la Margen Izquierda, el Centro Politécnico Superior y el enlace con la autovía a Huesca.
El tramo urbano, puente incluido, soporta un intenso tráfico, llegando a atascarse en horas puntas, lo que ha motivado el proyecto del Ministerio de Fomento de España de ampliar el número de carriles, lo que se suma a los nuevos accesos por Ranillas a la salida del puente construidos a raíz de la Exposición Internacional Zaragoza 2008.
Posee una zona apartada para el tránsito de bicicletas o peatones, siendo parte del Anillo Verde de Zaragoza.
- Datos: Q6091479